# Strcpy
Función incluida dentro del archivo de cabecera de constantes string.h del lenguaje de programación C. 

## Prototipo
```
char
 
*
strcpy
 
(
 
char
 
*
destino
,
 
const
 
char
 
*
origen
 
);

```

## Parámetros
```
char
 
*
destino

char
 
*
origen

```

## Descripción
Copia la cadena apuntada por origen en la cadena apuntada por destino.

## Ejemplo
```
char
 
*
 
origen
 
=
 
"Hola mundo"
;
 
//Se inicializa la variable origen con el valor indicado

char
 
destino
[
strlen
(
origen
)
+
1
];
 
//El puntero destino debe contener suficiente espacio para copiar sobre la zona de memoria a la que apunta, la cadena apuntada por origen

strcpy
 
(
destino
,
 
origen
);
 
// Después de realizar esta operación la variable ''destino'' tendrá el valor "Hola mundo"

```

## Ejemplos en C++
```
#include
 
<iostream>

#include
 
<cstring>

using
 
namespace
 
std
;

int
 
main
(){

 
float
 
venta
[
100
],
 
auxV
,
 
suma
=
0
;

 
char
 
vendedor
[
100
][
30
],
 
aux
[
30
];

 
int
 
i
,
 
j
,
 
n
;

 
cout
 
<<
 
"Ingrese la cantidad de Vendedores:"
;

 
cin
 
>>
 
n
;

 
for
 
(
i
 
=
 
0
;
 
i
 
<
 
n
 
;
 
i
++
){

     
cout
 
<<
 
"Vendedor "
<<
i
+
1
<<
endl
;

     
cout
 
<<
 
"Nombre Vendedor:"
;

     
cin
 
>>
 
vendedor
[
i
];

     
cout
 
<<
 
"Importe de su Venta:"
;

     
cin
 
>>
 
venta
[
i
];

     
suma
 
+=
 
venta
[
i
];

 
}

 
for
(
i
 
=
 
0
;
 
i
 
<
 
n
-1
;
 
i
++
)

    
for
(
j
 
=
 
i
+
1
;
 
j
 
<
 
n
;
 
j
++
)

    
if
 
(
venta
[
i
]
 
>
 
venta
[
j
]){

         
auxV
 
=
 
venta
[
i
];

         
venta
[
i
]
 
=
 
venta
[
j
];

         
venta
[
j
]
 
=
 
auxV
;

         
strcpy
(
aux
,
 
vendedor
[
i
]);

         
strcpy
(
vendedor
[
i
],
 
vendedor
[
j
]);

         
strcpy
(
vendedor
[
j
],
 
aux
);

    
}

 
cout
 
<<
 
"Venta Maxima: "
 
<<
 
venta
[
n
-1
]
 
<<
 
" Realizado por "
 
<<
 
vendedor
[
n
-1
]
 
<<
 
endl
;

 
cout
 
<<
 
"Venta Minima: "
 
<<
 
venta
[
0
]
 
<<
 
" Realizado por "
 
<<
 
vendedor
[
0
]
 
<<
 
endl
;

 
cout
 
<<
 
"Venta Promedio:"
 
<<
 
suma
 
<<
 
endl
;

 
cin
.
get
();

 
return
 
0
;

}

```

- OpenBSD dispone de una versión más segura llamada strlcpy: una variante de strlcpy que trunca el resultado para que quepa en el búfer de destino[1]